# Estadio de Francia
El Estadio de Francia (en francés: Stade de France) es un recinto deportivo situado en Saint-Denis, municipio colindante al norte de la capital francesa. Inaugurado el 28 de enero de 1998, con un partido de fútbol Francia–España, es el mayor estadio francés, con un aforo que oscila entre 80 698 (fútbol) y 77 083 (atletismo) espectadores, que permite la configuración multifuncional de sus gradas inferiores retráctiles. La estratégica ubicación del estadio, situado en la intersección de la «Autoroute du Nord» (A1) con el segundo anillo de circunvalación de París «Super-Périphérique» (A86), destaca por su proximidad a la capital y sus buenas comunicaciones con la red de transporte público, mediante dos estaciones de tren y otras dos de metro.
Símbolo del deporte francés, es su estadio nacional de referencia, albergando los partidos como local de las selecciones francesas de fútbol y rugby, además de ser la sede habitual de las finales de la Copa de Francia de fútbol y del Top 14 de rugby. Como estadio olímpico, albergó las pruebas de atletismo y el rugby en París 2024. En competiciones de fútbol, ha sido sede del Mundial 1998 (nueve partidos incluidos inaugural y final), la Eurocopa 2016 (siete incluidos inaugural y final) o tres finales de Liga de Campeones (2000, 2006 y 2022). También ha albergado el Mundial de Atletismo de 2003 y las finales del Mundial de Rugby de 2007 y 2023.

## Historia
El estadio es propiedad del estado francés y es administrado a través de concesión pública por el «Consortium Stade de France».

### Construcción de un gran estadio nacional
La propuesta de construir un estadio nacional en Francia, se produjo como resultado de la selección del país para ser sede de la Copa Mundial de la FIFA 1998, el 2 de julio de 1992. Con la elección como anfitrión de la Copa Mundial, el país y la Federación de Fútbol de Francia, se comprometieron a construir un estadio con capacidad para más de 80.000 espectadores todos ellos sentados. Era la primera vez en más de 70 años desde la construcción del Estadio Olímpico Yves-du-Manoir, que un estadio de Francia se construiría para un evento específico. Debido a la magnitud y la importancia de la instalación, el Consejo de Estado se encargó de la construcción y financiación del estadio. El Consejo solicitó que el estadio se ubicase lo más cerca posible de la capital de Francia, París, siendo elegida la zona de La Plaine-Saint Denis, una zona industrial en declive, rehabilitada cambiando su actividad hacia el sector terciario, mediante la urbanización de nuevos barrios residenciales y parques empresariales. El constructor y operador de la instalación recibiría una significativa contribución financiera en un período de 30 meses siguientes a la finalización del estadio.

### Diseño y construcción del estadio
El diseño del estadio fue llevado a cabo por un equipo de arquitectos compuesto por Michel Macary, Aymeric Zublena, Regembal Michel y Claude Costantini, que se asociaron con CR SCAU Architecture y tuvo un coste aproximado de 365 millones de euros.

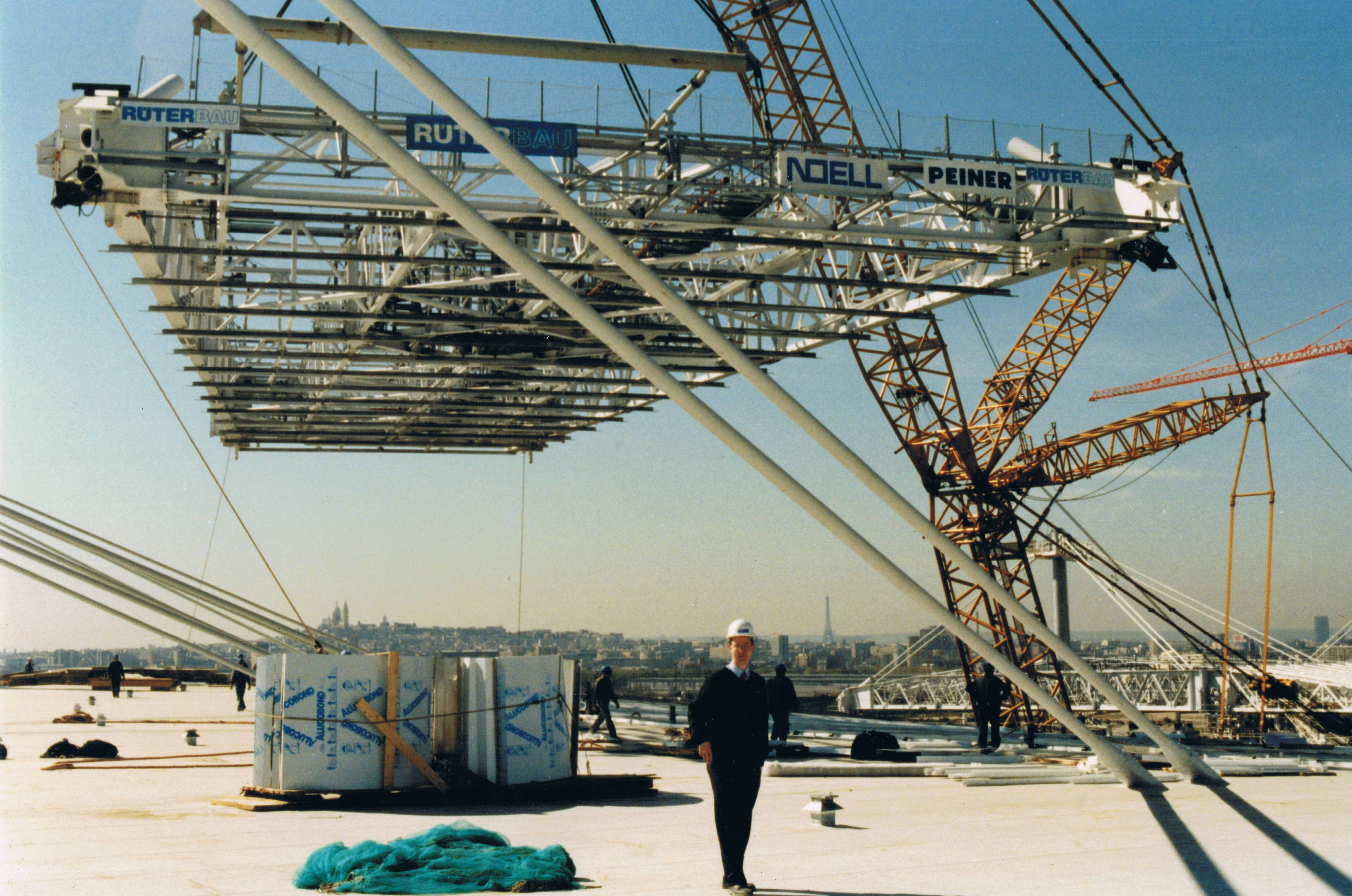
Construcción del techo del estadio.

El estadio estuvo oficialmente preparado para la construcción tras la selección del gobierno de los fabricantes, Bouygues, Dumez, y SGE, y la firma de los permisos de construcción, el 30 de abril de 1995. Con tan solo 31 meses para completar el estadio, la construcción se inició el 2 de mayo de 1995 y la colocación de la primera piedra tuvo lugar cinco meses después, el 6 de septiembre de 1995. Después de más de un año de construcción se habían producido más de 800.000 m² de movimientos de tierra y se habían transportado e instalado 180.000 m³ de hormigón. La instalación del techo, que costó 45 millones de euros, y la plataforma móvil también llevó más de un año en completarse.
Durante la fase de desarrollo, el estadio se conoció como el "Grand Stade" (en español: Gran Estadio). El 4 de diciembre de 1995, el Ministerio de Deporte puso en marcha un concurso de diseño para decidir un nombre para el estadio, que finalmente fue denominado oficialmente "Stade de France", después de que el Ministerio escuchase la propuesta de la leyenda del fútbol francés, Michel Platini, quien recomendó el nombre.

### Inauguración del estadio
El estadio fue inaugurado oficialmente el 28 de enero de 1998 con la celebración del partido amistoso internacional de fútbol entre Francia y España, presidido por los entonces presidentes de Francia, Jacques Chirac, y de España José María Aznar, ante 78.368 espectadores. Francia ganó el partido 1–0 con gol de Zinedine Zidane en el minuto 20, siendo el autor del primer gol en la historia del estadio. Seis meses más tarde, Francia volvió a la cancha y derrotó a Brasil en la final de la Copa del Mundo de 1998 para ganar su primer título mundial.
El primer partido del equipo nacional de rugby en el estadio, fue celebrado cinco días después de su inauguración, el 2 de febrero, y Francia ganó por 24–17 a Inglaterra ante 77.567 espectadores. Philippe Bernat-Salles convirtió en el minuto once de juego, el primer ensayo en el estadio.

## Arquitectura
Cuenta con una plataforma móvil (grada extensible o retráctil), que puede ser retirada para descubrir la pista de atletismo. El estadio fue diseñado especialmente con la ayuda de un software que simulaba la visión del espectador desde cada uno de los puntos de la grada, con el fin de garantizar una visión perfecta desde cualquier punto del aforo.
La instalación también tenía por objeto reconvertir y desarrollar el área de la Plaine Saint-Denis, que se extiende por los municipios de Saint-Denis, Aubervilliers y Saint-Ouen. La actuación principal para la reconversión de la zona, fue la construcción de nuevas zonas residenciales y terciarias.
En 2002, la Asociación Internacional de Puentes e Ingeniería Estructural (BIAC), otorgó un premio de reconocimiento, a la estructura única del estadio, destacando que el estadio mostraba "una construcción de una atractiva arquitectura abierta de la ciudad, con una elegancia natural y ligereza".

### Cubierta
El coste de construcción del techo fue de más de 45 millones de euros. Su forma elíptica simboliza la universalidad del deporte en Francia. Su área de seis hectáreas y 13 000 toneladas de peso es considerada una maravilla técnica. Fue diseñado para proteger fácilmente a los 80.000 espectadores sin cubrir el terreno de juego. Toda la iluminación y el sonido, que incluyen 550 luces y 36 bloques de cinco altavoces, están alojados en el interior para evitar la obstrucción de la visibilidad. El vidrio tintado en el centro reduce el contraste y distribuye la luz natural. Se filtra la radiación roja e infrarroja, sin embargo, permite las luces azul y verde.

### Pantallas gigantes
Como parte de su política de renovación de su infraestructura, se añadió dos nuevos videomarcadores en septiembre de 2006 con una superficie de 196 metros cuadrados cada una. Las nuevas pantallas son un 58% más grandes que las pantallas gigantes instaladas en la inauguración en 1998. Las nuevas pantallas gigantes están compuestas por 4 423 680 LED's (Light Emitting Diode) que proporcionan imágenes más fluidas, más rápidas y más brillantes.

### Tribunas
Es el estadio modular más grande del mundo con tres galerías. El foro es una plataforma móvil baja de 25.000 asientos y se llega a él por el nivel 1. Puede reducirse 15 pies para revelar toda la pista de atletismo y los fosos de salto. A continuación, conserva 22.000 asientos. El movimiento tiene una duración de 80 horas, 40 personas y es llevado por diez elementos diferentes de 700 toneladas cada uno.
El acceso a la galería es a través de 22 puentes y se puede encontrar en el nivel 3 con una concentración de restaurantes, zonas de ocio, tiendas y seguridad de la estación central. Un total de 18 escaleras conducen a los espectadores a la galería superior situado en el nivel 6. La evacuación de los 80.000 espectadores en el porche se lleva a cabo en menos de 15 minutos.

### Vestuarios
Todas las instalaciones reservadas para ellos se encuentran en el césped, al oeste, y son accesibles directamente para los jugadores desde los autobuses. Estos incluyen vestuario local y control, dos vestuarios de 1200 m² cada uno (fútbol y rugby), un vestuario deportivo de 400 m², dos vestuarios de árbitros, dos salas de apelación, dos salas climatizadas, oficinas para los delegados, la junta local, una enfermería y sala de control antidopaje. Los espacios están especialmente diseñados para los artistas: camerinos, una sala de ensayo para músicos, coros, comparsas, una sala de almacenamiento de vestuario, una zona de relajación, un espacio para juegos e instrumentos.

### Campo de juego
Situado a 11 m por debajo de la plaza, el césped tiene una superficie de 9.000 m² (120 m de largo y 75 m de ancho) y una zona de césped de 11.000 m². Cerca de mil millones de semillas fueron sembradas para producir el primer césped en 1997. Hoy en día, la hierba viene en rollos de 1,20 m × 8 m. Cambiar el césped dura tres días de preparación y cinco días de instalación. El cambio se lleva a cabo varias veces al año, dependiendo de la fase de programación.
A diferencia de muchos otros estadios, fue construido sin calefacción bajo el terreno de juego, ya que el estadio fue construido en el sitio donde otrora se ubicaban una coquería y los depósitos de gas que alimentaban París, por lo que había preocupaciones de que podría causar una explosión. En 2012, el partido que debían disputar Irlanda y Francia en el Torneo Seis Naciones de rugby, tuvo que ser cancelado antes del inicio, debido a la congelación del césped.

## Eventos de fútbol
El estadio es la sede habitual de los partidos como local de la selección francesa de fútbol y de las finales de la Copa de Francia. Construido con motivo del Mundial 1998, albergó nueve partidos del torneo, incluidos inaugural y final. Para la Eurocopa 2016 también disputada en Francia, albergó siete encuentros, incluidos inaugural y final. A nivel de clubes, ha sido sede de tres finales de la máxima competición continental en 2000, 2006 y 2022.

### Inaugural del estadio
El estadio fue inaugurado oficialmente el 28 de enero de 1998, con la celebración del partido amistoso internacional de fútbol entre Francia y España, presidido por los presidentes de ambos países, ante 78.368 espectadores.
| 28 de enero de 1998, 21:00 | Francia             | 1:0 (1:0) | España | Stade de France, Saint-Denis                          |                                                       |
|                            | Zinedine Zidane 20' |           |        | Asistencia: 78.368 espectadores Árbitro(s): Urs Meier | Asistencia: 78.368 espectadores Árbitro(s): Urs Meier |

### Liga de Campeones (finales)
A nivel de clubes, ha acogido tres finales de Liga de Campeones con tres equipos españoles participantes: la final de 2000 en la que el Real Madrid se impuso al Valencia por 3–0; la final de 2006 entre Barcelona y Arsenal, en la que el conjunto español venció a los ingleses por 2–1, y la final de 2022 entre Liverpool y Real Madrid, de nuevo con victoria española por 0–1.
| 24 de mayo de 2000 | Real Madrid C.F.                                  | 3:0 (1:0) | Valencia C.F. | Stade de France, Saint-Denis                                         |                                                                      |
| 20:45              | Morientes 39' · McManaman 67' · Raúl González 75' |           |               | Asistencia: 80.000 espectadores Árbitro(s): Stefano Braschi (Italia) | Asistencia: 80.000 espectadores Árbitro(s): Stefano Braschi (Italia) |

| 17 de mayo de 2006 | F.C. Barcelona           | 2:1 (0:1) | Arsenal F.C.     | Stade de France, Saint-Denis                                      |                                                                   |
| 20:45              | Eto'o 76' · Belletti 79' |           | Sol Campbell 37' | Asistencia: 77.000 espectadores Árbitro(s): Terje Hauge (Noruega) | Asistencia: 77.000 espectadores Árbitro(s): Terje Hauge (Noruega) |

| 28 de mayo de 2022              | Liverpool F.C. | 0:1 (0:1) | Real Madrid C.F.    | Stade de France, Saint-Denis                                         |                                                                      |
| 21:36 (retraso por incidencias) |                |           | Vinicius Júnior 59' | Asistencia: 78.000 espectadores Árbitro(s): Clément Turpin (Francia) | Asistencia: 78.000 espectadores Árbitro(s): Clément Turpin (Francia) |

### Mundial 1998
| Fecha               | Equipo 1     | Resultado        | Equipo 2       | Ronda              | Asistencia |
| ------------------- | ------------ | ---------------- | -------------- | ------------------ | ---------- |
| 10 de junio de 1998 | Brasil       | 2 - 1            | Escocia        | Grupo A (Apertura) | 80.000     |
| 13 de junio de 1998 | Países Bajos | 0 - 0            | Bélgica        | Grupo E            | 75.000     |
| 18 de junio de 1998 | Francia      | 4 - 0            | Arabia Saudita | Grupo C            | 80.000     |
| 23 de junio de 1998 | Italia       | 2 - 1            | Austria        | Grupo B            | 80.000     |
| 26 de junio de 1998 | Rumania      | 1 - 1            | Túnez          | Grupo G            | 77.000     |
| 28 de junio de 1998 | Nigeria      | 1 - 4            | Dinamarca      | Octavos de final   | 77.000     |
| 3 de julio de 1998  | Italia       | 0 - 0 (3-4 pen.) | Francia        | Cuartos de final   | 77.000     |
| 8 de julio de 1998  | Francia      | 2 - 1            | Croacia        | Semifinal          | 76.000     |
| 12 de julio de 1998 | Brasil       | 0 - 3            | Francia        | Final              | 80.000     |

### Confederaciones 2003
| Fecha               | Equipo 1      | Resultado  | Equipo 2      | Ronda              | Asistencia |
| ------------------- | ------------- | ---------- | ------------- | ------------------ | ---------- |
| 18 de junio de 2003 | Nueva Zelanda | 0 - 3      | Japón         | Grupo A (Apertura) | 36.038     |
| 19 de junio de 2003 | Brasil        | 0 - 1      | Camerún       | Grupo B            | 46.719     |
| 21 de junio de 2003 | Camerún       | 1 - 0      | Turquía       | Grupo B            | 43.743     |
| 22 de junio de 2003 | Francia       | 5 - 0      | Nueva Zelanda | Grupo A            | 36.842     |
| 26 de junio de 2003 | Francia       | 3 - 2      | Turquía       | Semifinal          | 41.195     |
| 29 de junio de 2003 | Francia       | 1 - 0 (go) | Camerún       | Final              | 51.985     |

### Eurocopa 2016
| Fecha               | Equipo 1 | Resultado | Equipo 2 | Ronda              | Asistencia |
| ------------------- | -------- | --------- | -------- | ------------------ | ---------- |
| 10 de junio de 2016 | Francia  | 2 - 1     | Rumania  | Grupo A (Apertura) | 75.113     |
| 13 de junio de 2016 | Irlanda  | 1 - 1     | Suecia   | Grupo E            | 73.419     |
| 16 de junio de 2016 | Alemania | 0 - 0     | Polonia  | Grupo C            | 73.648     |
| 22 de junio de 2016 | Islandia | 2 - 1     | Austria  | Grupo F            | 68.714     |
| 27 de junio de 2016 | Italia   | 2 - 0     | España   | Octavos de final   | 76.165     |
| 3 de julio de 2016  | Francia  | 5 - 2     | Islandia | Cuartos de final   | 76.833     |
| 10 de julio de 2016 | Portugal | 1 - 0     | Francia  | Final              | 75.868     |

## Eventos de rugby
El estadio es la sede habitual de los partidos como local de la selección francesa de rugby en el Torneo de las Seis Naciones, y de la final del Top 14 de clubes. Además ha acogido dos finales de Copa Mundial en 2007 y 2023; y a nivel de clubes, la final de 2010 de la Copa de Campeones.

### Copa de Campeones (final)
| 22 de mayo de 2010 | Biarritz Olympique | 19:21 | Stade Toulousain | Stade de France, Saint-Denis                                          |                                                                       |
| 18:00              |                    |       |                  | Asistencia: 78.962 espectadores Árbitro(s): Wayne Barnes (Inglaterra) | Asistencia: 78.962 espectadores Árbitro(s): Wayne Barnes (Inglaterra) |

### Mundial 2007
| Fecha                    | Equipo 1   | Resultado | Equipo 2   | Ronda              | Asistencia |
| ------------------------ | ---------- | --------- | ---------- | ------------------ | ---------- |
| 7 de septiembre de 2007  | Francia    | 12 - 17   | Argentina  | Grupo D (Apertura) | 77.523     |
| 14 de septiembre de 2007 | Inglaterra | 0 - 36    | Sudáfrica  | Grupo A            | 79.312     |
| 21 de septiembre de 2007 | Francia    | 25 - 3    | Irlanda    | Grupo D            | 80.267     |
| 7 de octubre de 2007     | Argentina  | 19 - 13   | Escocia    | Cuartos de final   | 76.866     |
| 13 de octubre de 2007    | Inglaterra | 14 - 9    | Francia    | Semifinal          | 80.283     |
| 14 de octubre de 2007    | Sudáfrica  | 37 - 13   | Argentina  | Semifinal          | 77.055     |
| 20 de octubre de 2007    | Sudáfrica  | 15 - 6    | Inglaterra | Final              | 80.430     |

### Mundial 2023
| Fecha                    | Equipo 1      | Resultado | Equipo 2      | Ronda              | Asistencia |
| ------------------------ | ------------- | --------- | ------------- | ------------------ | ---------- |
| 8 de septiembre de 2023  | Francia       | 27 - 13   | Nueva Zelanda | Grupo A (Apertura) | 78.680     |
| 9 de septiembre de 2023  | Australia     | 35 - 15   | Georgia       | Grupo C            | 75.770     |
| 23 de septiembre de 2023 | Sudáfrica     | 8 - 13    | Irlanda       | Grupo B            | 78.542     |
| 7 de octubre de 2023     | Irlanda       | 36 - 14   | Escocia       | Grupo B            | 78.459     |
| 14 de octubre de 2023    | Irlanda       | 24 - 28   | Nueva Zelanda | Cuartos de final   | 78.845     |
| 15 de octubre de 2023    | Francia       | 28 - 29   | Sudáfrica     | Cuartos de final   | 79.486     |
| 20 de octubre de 2023    | Argentina     | 6 - 44    | Nueva Zelanda | Semifinal          | 77.653     |
| 21 de octubre de 2023    | Inglaterra    | 15 - 16   | Sudáfrica     | Semifinal          | 78.098     |
| 27 de octubre de 2023    | Argentina     | 23 - 26   | Inglaterra    | Final              | 77.674     |
| 28 de octubre de 2023    | Nueva Zelanda | 11 - 12   | Sudáfrica     | Final              | 80.065     |

## Conciertos

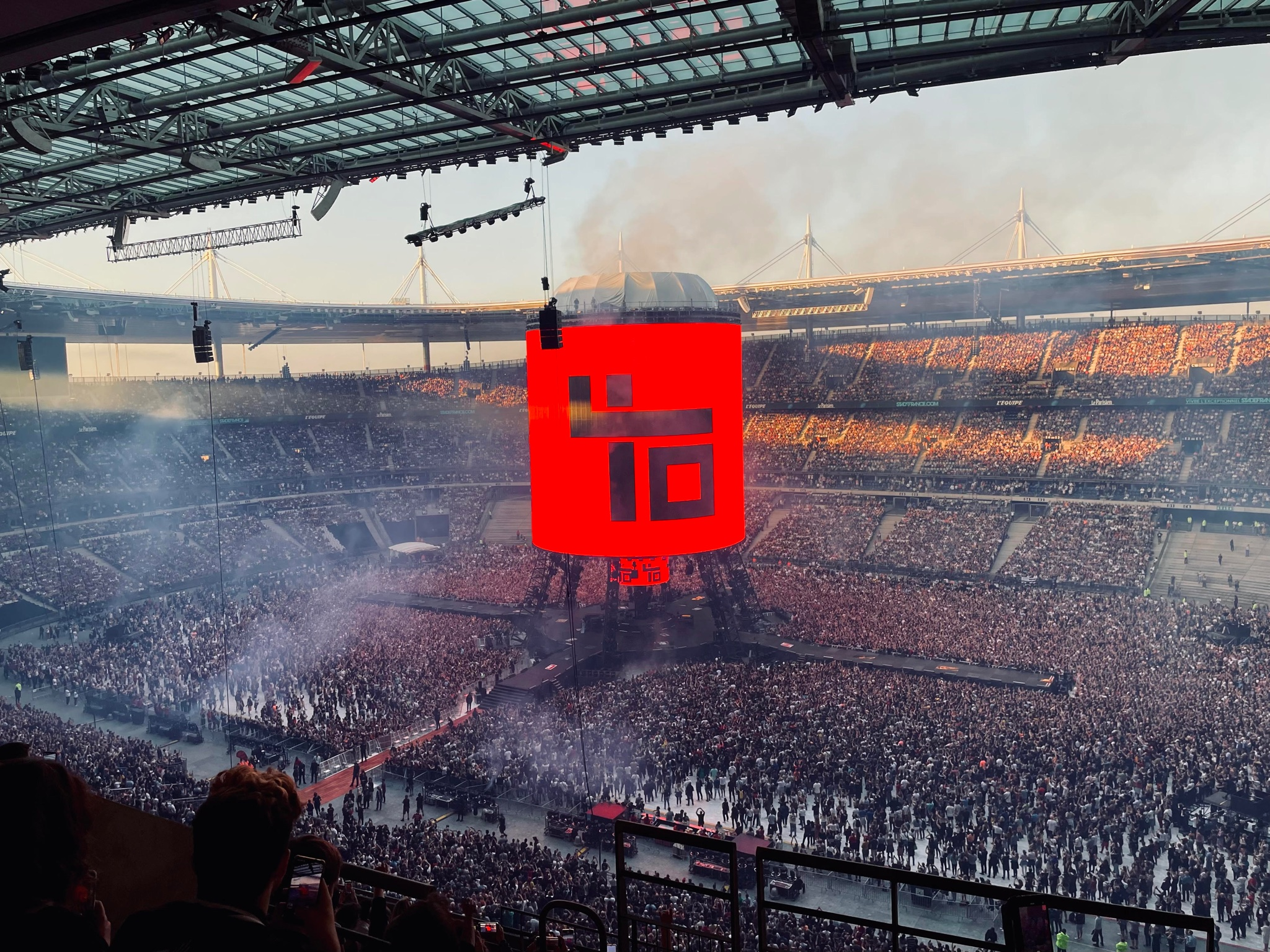
Concierto de Indochine 21 de mayo de 2022, se batió récord de asistencia en el Estadio de Francia, 97.036 espectadores

| - The Rolling Stones - 25 de julio de 1998 - Johnny Hallyday - 5, 6 y 11 de septiembre de 1998 - Céline Dion - 19 y 20 de junio de 1999 - Tina Turner - 5 de julio de 2000 - AC/DC - 22 de junio de 2001 - Bruce Springsteen - 24 de mayo de 2003 - Paul McCartney - 24 de junio de 2004 - U2 - 9 y 10 de julio de 2005 - The Rolling Stones - 28 de julio de 2006 - The Rolling Stones - 16 de junio de 2007 - George Michael - 22 de junio de 2007 - The Police - 29 y 30 de septiembre de 2007 - André Rieu - 29 de agosto de 2008 - Madonna - 20 y 21 de septiembre de 2008 - Mister Pape - 28 de mayo y 1 de junio de 2009 - Johnny Hallyday - 29, 30 y 31 de mayo de 2009 - AC/DC - 12 de junio de 2009 - Depeche Mode - 27 de junio de 2009 - U2 - 11 y 12 de julio de 2009 - Mylène Farmer - 11 y 12 de septiembre de 2009 - Mister Pape - 12 y 13 de noviembre de 2009 - Muse - 11 y 12 de junio de 2010 | - AC/DC - 18 de junio de 2010 - Indochine - 26 de junio de 2010 - U2 - 18 de septiembre de 2010 - The Black Eyed Peas- 22, 24 y 25 de junio de 2011 - Metallica - 12 de mayo de 2012 - Red Hot Chili Peppers - 30 de junio de 2012 - Madonna- 14 de julio de 2012 - Coldplay - 2 de septiembre de 2012 - Lady Gaga - 22 de septiembre de 2012 - Rihanna- 8 de junio de 2013 - Eminem - 22 de agosto de 2013 - Roger Waters - 21 de septiembre de 2013 - Justin Timberlake - 26 de abril de 2014 - One Direction - 20 de junio de 2014 - Indochine - 27 y 28 de junio de 2014 - Beyoncé - 12 y 13 de septiembre de 2014; 21 de julio de 2016 - Coldplay - 15, 16 y 18 de julio de 2016 - Bruno Mars - 30 de junio de 2018 - Metallica - 12 de mayo de 2019 - BTS - 7 y 8 de junio de 2019 - Rockin'1000 - 14 de mayo de 2022 - Indochine - 21 de mayo de 2022 - The Weeknd - 29 y 30 de julio de 2023 - Mylène Farmer - 27, 28 de septiembre y 1 de octubre de 2024. |